# احمری
احمری (منسوب به احمر) یک نام خانوادگی است. افراد شاخص با این نام از این قرارند:
- بیوک احمری، طراح گرافیک و نقاشی ایرانی
- سهراب احمری، روزنامه‌نگار اهل ایران